# ولتون آراخو میلو
ولتون آراخو میلو (به پرتغالی: Wélton Araújo Melo) مهاجم، هافبک اهل برزیل است که در شهر Cambuci، ایالت ریو د ژانیرو و در تاریخ ۱۷ آوریل ۱۹۷۵ به دنیا آمده‌است.
ولتون آراخو میلو در تیم‌های فوتبال Fluminense سابقهٔ حضور دارد.